# Mathematik des Glücksspiels
Bei der Mathematik des Glücksspiels handelt es sich um eine Sammlung von Anwendungen der Wahrscheinlichkeitsrechnung, die bei Glücksspielen auftreten und in die Spieltheorie integriert werden können. Mathematisch gesehen sind Spiele Experimente, in denen verschiedene Zufallsereignisse erzeugt werden, die durch die Eigenschaften der Wahrscheinlichkeit in einem endlichen Möglichkeitsraum berechnet werden können.

## Experimente, Ereignisse und Wahrscheinlichkeitsräume
Experimente, die zufällige Ereignisse erzeugen, sind die technischen Abläufe eines Spiels. Hier einige Beispiele:
Ereignisse können definiert werden, müssen aber sehr sorgfältig behandelt werden, wenn es darum geht, ein Wahrscheinlichkeitsproblem zu formulieren. Aus mathematischer Sicht handelt es sich bei den Ereignissen um nichts anderes als Teilmengen, und bei dem Ereignisraum handelt es sich um eine Boolesche Algebra. Es existieren Elementarereignisse und Kompositereignisse, exklusive und nicht-exklusive Ereignisse sowie unabhängige und nicht-unabhängige Ereignisse.
Beim Experiment mit einem Würfel wird folgendes geworfen:
- Da {3, 5} = {3} U {5} ist das Ereignis {3, 5} (dessen wörtliche Definition das Auftreten von 3 oder 5 ist) zusammengesetzt;
- Die Ereignisse {1}, {2}, {3}, {4}, {5}, {6} sind Elementarereignisse;
- Die Ereignisse {3, 5} und {4} sind inkompatibel oder exklusiv. Ihre Schnittmenge ist leer, d. h. sie können nicht gleichzeitig auftreten;
- Die Ereignisse {1, 2, 5} und {2, 5} sind nicht exklusiv, da ihre Schnittmenge nicht leer ist;

Beim Experiment, bei dem zwei Würfel nacheinander geworfen werden, sind die Ereignisse „3“ beim ersten und „5“ beim zweiten Würfel voneinander unabhängig, da das erste Ereignis das zweite Ereignis nicht beeinflusst und umgekehrt.
Bei dem Versuch, die Taschenkarten beim Texas Hold’em Poker zu verteilen:
- Das Ereignis der Abgabe (3♣, 3♦) an einen Spieler ist ein elementares Ereignis;
- Das Ereignis, dass ein Spieler zwei 3er erhält, ist zusammengesetzt, weil es die Vereinigung der Ereignisse (3♣, 3♠), (3♣, 3♥), (3♣, 3♦), (3♠, 3♥), (3♠, 3♦) und (3♥, 3♦) ist;
- Die Ereignisse „Spieler 1 erhält ein Paar Könige“ und „Spieler 2 erhält ein Paar Könige“ schließen sich nicht aus (sie können beide auftreten);
- Die Ereignisse, dass Spieler 1 zwei Herzstecker erhält, die höher als J sind, und dass Spieler 2 zwei Herzstecker erhält, die höher als J sind, sind exklusiv (nur eines kann eintreten);
- Die Ereignisse, die Spieler 1 erhält (7, K) und Spieler 2 erhält (4, Q), sind nicht unabhängig voneinander (das Eintreten des zweiten Ereignisses hängt vom Eintreten des ersten Ereignisses ab, während dasselbe Deck verwendet wird).

Dies sind einige Beispiele für Spielereignisse, die leicht zu beobachten sind und die Eigenschaften „verbunden“, „exklusiv“ und „unabhängig“ aufweisen. Für die praktische Wahrscheinlichkeitsrechnung sind diese Eigenschaften von grundlegender Bedeutung.

## Kombinationen
Gute Beispiele für Kombinationen, Permutationen und Anordnungen, die auf jeder Stufe auftreten, sind auch Glücksspiele: Karten in der Hand des Spielers, auf dem Tisch oder erwartete Kombinationen bei einem Kartenspiel; Zahlenkombinationen beim einmaligen Würfeln mit mehreren Würfeln; Zahlenkombinationen beim Lotto und Bingo; Symbolkombinationen bei Spielautomaten; Permutationen und Anordnungen bei einem Rennen, auf das gewettet wird, und Ähnliches. Bei der Anwendung der Wahrscheinlichkeitsrechnung auf Glücksspiele ist die Kombinatorik ein integraler Bestandteil. Beim Glücksspiel beruht der Großteil der Wahrscheinlichkeitsrechnung, bei der wir die klassische Wahrscheinlichkeitsdefinition verwenden, auf dem Zählen von Kombinationen. Die Ereignisse in einem Spiel können mit Mengen identifiziert werden, bei denen es sich in vielen Fällen um Mengen von Kombinationen handelt. Wir sind also in der Lage, ein Ereignis mit einer Kombination zu identifizieren.
Zum Beispiel kann in einem Pokerspiel mit fünf Karten das Ereignis, dass mindestens ein Spieler einen Vierling hält, mit der Menge aller Kombinationen des Typs (xxxxy) identifiziert werden, wobei x und y verschiedene Kartenwerte sind. Dieser Satz enthält 13C(4,4)(52-4)=624 Kombinationen. Mögliche Kombinationen sind (3♠ 3♣ 3♥ 3♦ J♣) oder (7♠ 7♣ 7♥ 7♦ 2♣). Diese lassen sich mit den Elementarereignissen, die das Messereignis konstituieren, identifizieren.

## Mathematische Grundlagen

### Gesetz der großen Zahlen
Bei sehr häufigem Auftreten von Zufallsereignissen heben sich die Zufälle gegenseitig auf, so dass das arithmetische Mittel der Ergebnisse dieser Ereignisse sehr nahe an seinem mathematischen Wert im Sinne der Wahrscheinlichkeitsrechnung liegt. Beispielsweise ist es beim Werfen einer Münze zufällig, welche Seite der Münze nach oben fällt. Wenn dies jedoch oft genug geschieht, ist die Anzahl der Fälle, in denen die Münze auf beiden Seiten nach oben fällt, etwa halb so groß. Dies ist als Gesetz der großen Zahlen bekannt.
Gewinn und Verlust beim Spielen sind auch für eine einzelne Person und kurzfristig zufällig, aber langfristig wird der Spieler, solange er eine negative Gewinnquote hat, früher oder später im Verlauf des Spiels verlieren. Solange die Gewinnquote des Spiels positiv ist, ist das Spiel sowohl für das Casino als auch für den Spieler ein sicherer Gewinn.

### Das Prinzip der positiven Rendite
Rentabilität, die durch die Spielregeln und die Strategie bestimmt wird, ist der Schlüssel zur Entscheidung über Sieg oder Niederlage. Die Gewinnquote spiegelt die Realität und die Natur des Glücksspiels wider. Bei der Gestaltung der Spielregeln wird in der Regel versucht, die Gewinnquote des Casinos auf etwas über 50 % zu erhöhen, was zu einer positiven Rendite von etwas über Null führt. Beim Glücksspiel geht es nicht um Glück, sondern um Intelligenz, Strategie und Rendite. Der letztendliche Gewinn aus einem langfristigen Glücksspiel hängt von der Rendite ab, die der Spieler erzielt: Wenn die Rendite positiv ist, ist die erwartete Rendite größer als Null und man kann gewinnen; wenn die Rendite negativ ist, ist die erwartete Rendite kleiner als Null und man kann nicht gewinnen. Wenn die Rendite negativ ist, „verliert man, wenn man lange spielt“, die Rolle des Gesetzes der großen Zahlen wird immer deutlicher. Professionelle Spieler, die dem Prinzip der positiven Rendite folgen, spielen nicht lange und verlieren, sondern setzen auf sichere Gewinne. Sie sind Nicht-Spieler.

### Verzerrung durch das Gesetz der kleinen Zahlen
Das Gesetz der großen Zahl sagt aus, dass die Wahrscheinlichkeit eines Musters, das sich der Gesamtwahrscheinlichkeit annähert, sich auch der Gesamtwahrscheinlichkeit annähert, und dass die Wahrscheinlichkeit eines Musters, das sich der Gesamtwahrscheinlichkeit annähert, sich auch der Gesamtwahrscheinlichkeit annähert. Das „Gesetz der kleinen Zahlen“ bezieht sich auf die Tatsache, dass die Wahrscheinlichkeitsverteilung eines Ereignisses in einer kleinen Stichprobe für die Gesamtverteilung gehalten wird. Dadurch wird die Repräsentativität der kleinen Stichprobe für die Gesamtpopulation überschätzt. Eine andere Situation ist der so genannte „Spielertrick“. Wenn man z. B. eine Münze wirft und zehnmal hintereinander Kopf gewürfelt wird, könnte man denken, dass es sehr wahrscheinlich ist, dass beim nächsten Mal Zahl gewürfelt wird; in Wirklichkeit ist die Wahrscheinlichkeit, dass Kopf oder Zahl gewürfelt wird, jedes Mal 0,5 und hat nichts damit zu tun, wie oft Kopf gewürfelt wurde.
Die Ignoranz gegenüber der Wirkung des Stichprobenumfangs, die Annahme, dass kleine und große Stichproben den gleichen Erwartungswert haben, und die Ersetzung des richtigen Gesetzes der Wahrscheinlichkeit großer Zahlen durch ein falsches psychologisches Gesetz kleiner Zahlen ist die Ursache für die rasante Zunahme des Glücksspiels. Die Casinos glauben an das Gesetz der großen Zahlen. Die Spielerinnen und Spieler wenden unbewusst das Gesetz der kleinen Zahlen an. Die Logik der Existenz der Casinos besteht darin, dass das Gesetz der großen Zahlen den Casinos ermöglicht, Geld zu verdienen, und das Gesetz der kleinen Zahlen den Spielern ermöglicht, den Casinos Geld zu geben.

### Casino-Vorteil
Der Vorteil des Casinos ist der Vorteil, den das Casino gegenüber den Spielern hat, und zwar bei jeder Art von Glücksspiel, das im Casino gespielt wird.
Nehmen wir als Beispiel den Münzwurf. Die Chancen, dass die Münze Kopf oder Zahl zeigt, sind gleich, jeweils 50 %. Setzt ein Spieler $10 darauf, dass die Münze auf Kopf fällt und gewinnt, zahlt ihm das Casino $10 aus. Wenn er verliert, gehen die gesamten $10 an das Casino verloren, und in diesem Fall ist der Gewinn des Casinos gleich Null (das Casino ist sicherlich nicht dumm genug, um dieses Spiel zu eröffnen); wenn er jedoch gewinnt, zahlt ihm das Casino nur $9 aus, und wenn er verliert, gehen die gesamten $10 an das Casino verloren. Die Differenz zwischen diesem einen Dollar, den der Spieler gewinnt oder verliert, ist der Casinovorteil und beträgt im obigen Fall 10%.
Bei jeder Art von Spiel, die in einem Casino gespielt wird, hat das Casino einen gewissen Vorteil gegenüber den Spielern, und nur auf diese Weise kann das Casino sicherstellen, dass es auf lange Sicht geöffnet bleibt. Der Vorteil des Casinos variiert stark von Spiel zu Spiel, wobei einige Spiele einen geringen Vorteil für das Casino haben und andere einen hohen Vorteil. Personen, die viel spielen, versuchen, Spiele mit einem hohen Vorteil zu vermeiden.

## Erwartung und Strategie
Glücksspiele sind nicht nur reine Anwendungen der Wahrscheinlichkeitsrechnung, und Spielsituationen sind nicht nur isolierte Ereignisse, deren numerische Wahrscheinlichkeit mit mathematischen Methoden gut bestimmt werden kann; sie sind auch Spiele, deren Verlauf durch menschliches Handeln beeinflusst wird. In der Tat ist das menschliche Element bei Glücksspielen von besonderer Bedeutung. Der Spieler interessiert sich nicht nur für die mathematischen Wahrscheinlichkeiten der verschiedenen Ereignisse im Spiel, sondern er hat auch Erwartungen an das Spiel, und es besteht eine wichtige Wechselwirkung zwischen ihm und dem Spiel. Zur Erzielung günstiger Ergebnisse aus dieser Interaktion ziehen die Spieler alle möglichen Informationen, einschließlich Statistik, zur Entwicklung von Spielstrategien in Betracht.
Obwohl der dem Glücksspiel innewohnende Zufall seine Fairness zu garantieren scheint (zumindest in Bezug auf die Spieler am Tisch – durch das Mischen der Karten oder das Drehen des Rades wird kein Spieler bevorzugt, es sei denn, es handelt sich um Betrug), suchen und warten die Spieler auf Unregelmäßigkeiten in diesem Zufall, die ihnen einen Gewinn ermöglichen. Es ist mathematisch bewiesen, dass es für Glücksspieler nicht möglich ist, langfristig und regelmäßig Gewinne zu erzielen, wenn der Zufall ideal ist und die Erwartungen negativ sind. Die meisten Glücksspieler akzeptieren diese Prämisse, sind aber dennoch bestrebt, Strategien zu entwickeln, mit denen sie entweder kurz- oder langfristig gewinnen können.

### Hausvorteil oder Vorteil
Casinospiele bieten auf lange Sicht einen vorhersehbaren Vorteil für das Casino oder das „Haus“, während sie für den Spieler die Möglichkeit bieten, auf kurze Sicht einen hohen Gewinn zu erzielen. Einige Casinospiele enthalten ein Element der Geschicklichkeit, bei dem der Spieler Entscheidungen treffen muss; solche Spiele werden als „Spiele mit zufälligem Ausgang und einem taktischen Element“ bezeichnet. Obwohl es möglich ist, den Hausvorteil durch geschicktes Spiel zu minimieren, ist ein Spieler selten geschickt genug, den inhärenten langfristigen Nachteil (Hausvorteil oder Hauswährung) eines Casinospiels zu beseitigen. Es wird angenommen, dass eine solche Fähigkeit jahrelanges Training, ein außergewöhnliches Gedächtnis und Zahlenverständnis und/oder eine scharfe visuelle oder sogar akustische Beobachtungsgabe erfordert, wie z. B. die Beobachtung des Rades beim Roulette. Für weitere Beispiele siehe Vorteilsspiel.
Der Nachteil für den Spieler besteht darin, dass die Auszahlung der Gewinne durch das Casino nicht den „wahren Quoten“ des Spiels entspricht, d. h. den Auszahlungen, die zu erwarten sind, wenn die Gewinn- oder Verlustchancen eines Einsatzes berücksichtigt werden. Wird z. B. bei einem Spiel auf die Zahl gesetzt, auf die gewürfelt wird, beträgt die wahre Gewinnchance das Fünffache des eingesetzten Betrages, da die Wahrscheinlichkeit, dass eine einzige Zahl fällt, bei 1/6 liegt. Die Auszahlungsquote des Casinos im Falle eines Gewinns ist jedoch auf das Vierfache des Einsatzes beschränkt.
Der Hausvorteil (House Advantage – HE) oder Vigorish ist definiert als der Gewinn des Casinos, der als Prozentsatz des ursprünglichen Einsatzes des Spielers ausgedrückt wird. Bei Spielen wie Blackjack oder Spanish 21, bei denen der Spieler seinen Einsatz verdoppeln oder teilen kann, kann der endgültige Einsatz ein Vielfaches des ursprünglichen Einsatzes betragen.
Beispiel: Beim amerikanischen Roulette gibt es zwei Nullen und 36 Zahlen, bei denen es sich nicht um Nullen handelt (18 rote Zahlen und 18 schwarze Zahlen). Setzt ein Spieler $1 auf Rot, so ist seine Chance auf einen Gewinn von $1 18/38 und seine Chance auf einen Verlust von $1 (oder einen Gewinn von -$1) 20/38.
Der Wert der Spielererwartung, EV = (18/38 x 1) + (20/38 x -1) = 18/38 - 20/38 = -2/38 = -5,26%. Der Hausvorteil beträgt also 5,26%. Nach 10 Runden setzen Sie $1 pro Runde, und der durchschnittliche Hausgewinn beträgt 10 x $1 x 5,26% = $0,53. Natürlich kann das Casino nicht genau 53 Cent gewinnen, aber diese Zahl ist der durchschnittliche Gewinn, den das Casino von jedem Spieler erhalten würde, wenn es Millionen von Spielern gäbe, von denen jeder 10 Runden lang zu $1 pro Runde setzen würde.
Der Hausvorteil bei Casinospielen ist von Spiel zu Spiel sehr unterschiedlich. Bei Keno beträgt der Hausvorteil bis zu 25 %, bei Spielautomaten bis zu 15 %, während bei den meisten australischen Pontoonspielen der Hausvorteil zwischen 0,3 % und 0,4 % liegt.
Den Hausvorteil für Roulette zu berechnen, ist eine triviale Aufgabe; für andere Spiele ist dies normalerweise nicht gegeben. Zur Lösung des Problems sind kombinatorische Analysen und/oder Computersimulationen erforderlich.
Bei Spielen mit einem Geschicklichkeitselement, wie Blackjack oder Spanish 21, wird der Hausvorteil als der Hausvorteil definiert, der sich ergibt, wenn das Spiel optimal gespielt wird (d. h. ohne den Einsatz hochentwickelter Techniken wie Kartenzählen oder Mischen), und zwar auf dem ersten Blatt des „Schuhs“ (der Schachtel mit den Karten). Die Anzahl optimaler Spielzüge für alle möglichen Blätter wird als „Basisstrategie“ bezeichnet und hängt stark von den Spielregeln und sogar der Anzahl der Decks ab. Gute Blackjack- und Spanish 21-Spiele haben einen Hausvorteil von weniger als 0,5 %.
Online-Slots haben oft einen veröffentlichten RTP-Wert (Return to Player), der angibt, wie hoch der theoretische Hausvorteil ist. Einige Softwarehersteller veröffentlichen die RTP für ihre Slots, andere nicht. Kurzfristig ist fast jedes Ergebnis möglich[2], auch wenn der theoretische RTP festgelegt ist.

### Standardabweichung
Die Standardabweichung (SD) ist ein Maß für den Glücksfaktor in einem Casinospiel. Die Standardabweichung eines einfachen Spiels wie Roulette lässt sich leicht berechnen, wenn man von einer Binomialverteilung der Ergebnisse ausgeht. Dabei wird angenommen, dass ein Ergebnis 1 Einheit für einen Gewinn und 0 Einheiten für einen Verlust bedeutet. Für die Binomialverteilung ist die SD gleich  {\displaystyle {\sqrt {npq}}}, wobei  {\displaystyle n} die Anzahl der gespielten Runden, {\displaystyle p} die Gewinnwahrscheinlichkeit und {\displaystyle q} die Verlustwahrscheinlichkeit ist. Außerdem erhöht sich die Bandbreite der möglichen Ergebnisse um das Zehnfache, wenn man 10 Einheiten pro Runde statt 1 Einheit einsetzt. Folglich ist die Standardabweichung für Roulette-Even-Money-Wetten gleich {\displaystyle 2b{\sqrt {npq}}}, wobei {\displaystyle b} der Pauschaleinsatz pro Runde, {\displaystyle n} die Anzahl der Runden, {\displaystyle p=18/38}, und{\displaystyle q=20/38} sind.
Nach einer hinreichenden Anzahl von Runden konvergiert die theoretische Verteilung des Gesamtgewinns zur Normalverteilung, was eine gute Möglichkeit darstellt, den potenziellen Gewinn oder Verlust vorherzusagen. Die Standardabweichung des Gewinns (und auch des Verlusts) beträgt z. B. nach 100 Runden mit $1 pro Runde {\displaystyle 2\cdot \$1\cdot {\sqrt {100\cdot 18/38\cdot 20/38}}\approx \$9.99}. Der erwartete Verlust ist {\displaystyle 100\cdot \$1\cdot 2/38\approx \$5.26} nach 100 Runden.
Der 3-Sigma-Bereich ist das Sechsfache der Standardabweichung, d. h. drei Runden über dem Mittelwert und drei Runden unter dem Mittelwert. Nach 100 Runden mit einem Einsatz von $1 pro Runde liegt das Ergebnis höchstwahrscheinlich irgendwo zwischen{\displaystyle -\$5.26-3\cdot \$9.99} and {\displaystyle -\$5.26+3\cdot \$9.99}, i.e., zwischen -$34 und $24. Es besteht noch eine Chance von 1:400, dass das Ergebnis außerhalb dieses Bereichs liegt, d. h. entweder der Gewinn 24 $ oder der Verlust 34 $ überschreitet.
Die Standardabweichung für den Einsatz beim Roulette ist eine der niedrigsten aller Casinospiele. Bei den meisten Spielen, insbesondere bei den Spielautomaten, sind die Standardabweichungen extrem hoch. Die Standardabweichung ist umso größer, je höher die potentiellen Gewinne sind.
Leider sind die obigen Überlegungen für eine kleine Anzahl von Runden nicht zutreffend, da die Verteilung sehr weit von der Normalverteilung entfernt ist. Darüber hinaus konvergieren die Ergebnisse von Spielen mit höherer Volatilität in der Regel sehr viel langsamer in Richtung Normalverteilung, so dass eine sehr viel größere Anzahl von Runden erforderlich ist, um dies zu erreichen.
Schließlich wird der erwartete Verlust die Standardabweichung um ein Vielfaches übersteigen, je höher die Anzahl der Runden ist. Die Formel zeigt, dass die Standardabweichung proportional zur Quadratwurzel der gespielten Rundenzahl ist, während der erwartete Verlust proportional zur gespielten Rundenzahl ist. Der erwartete Verlust steigt mit der Anzahl der gespielten Runden viel schneller an. Daher ist es für einen Spieler praktisch unmöglich, langfristig zu gewinnen (wenn er keinen Vorteil hat). Es ist das hohe Verhältnis zwischen der kurzfristigen Standardabweichung und dem erwarteten Verlust, das den Spielern den Eindruck vermittelt, dass sie das Spiel gewinnen können.
Der Volatilitätsindex (VI) ist definiert als die Standardabweichung für eine Runde bei einem Einsatz von einer Einheit. So ist der VI für den Einsatz von geradem Geld beim amerikanischen Roulette {\displaystyle {\sqrt {18/38\cdot 20/38}}\approx 0.499}.
Daher beträgt die Varianz der Einsätze beim American Roulette mit Straight Money etwa 0,249, was für ein Casinospiel extrem niedrig ist. Die Varianz für Blackjack beträgt ca. 1,2, was verglichen mit den Varianzen von elektronischen Geldspielautomaten (EGM) immer noch gering ist.
Darüber hinaus ist die Laufzeit des Volatilitätsindex auf der Grundlage einer Reihe von Konfidenzintervallen in Gebrauch. Üblicherweise basiert er auf dem 90%-Konfidenzintervall. Der Volatilitätsindex für das Konfidenzintervall von 90 % ist ca. 1,645 mal so hoch wie der „normale“ Volatilitätsindex, der sich auf das Konfidenzintervall von ca. 68,27 % bezieht.
Die Kenntnis sowohl des Hausvorteils als auch des Volatilitätsindex für alle Spiele ist für ein Casino wichtig. Der Hausvorteil gibt an, wie hoch die Gewinne in Prozent des Umsatzes sind, und der Volatilitätsindex gibt an, wie hoch die Barreserven sein müssen. Die Mathematiker und Computerprogrammierer, die sich mit dieser Arbeit befassen, werden als Spielmathematiker und Spielanalytiker bezeichnet. Da die Casinos über kein eigenes Expertenwissen in diesem Bereich verfügen, werden die Anforderungen an die Glücksspielanalysten ausgelagert.

### Bingo-Wahrscheinlichkeit
Die Gewinnwahrscheinlichkeit eines Bingospiels (ohne gleichzeitige Gewinner, so dass sich Gewinne gegenseitig ausschließen) kann folgendermaßen berechnet werden:
{\displaystyle P(Win)=1-P(Loss)}
da sich Gewinnen und Verlieren gegenseitig ausschließen. Die Wahrscheinlichkeit des Verlierens ist gleich der Wahrscheinlichkeit des Gewinnens durch einen anderen Spieler (unter der Annahme, dass jeder Spieler nur eine Bingokarte besitzt). Mit  {\displaystyle n} Spielern, die teilnehmen:
{\displaystyle P(Loss)=P(P_{2}{\mbox{ or }}P_{3}{\mbox{ or }}...P_{n-1}{\mbox{ or }}P_{n})}
mit {\displaystyle n} Spielern, wobei unser Spieler als {\displaystyle P_{1}} bezeichnet wird. Dies wird auch als
{\displaystyle P(Loss)=P(P_{2})+P(P_{3})+...+P(P_{n})} bezeichnet (für Ereignisse, die sich gegenseitig ausschließen).
Ist die Gewinnwahrscheinlichkeit für alle Spieler gleich (wie bei fairem Spiel zu erwarten), dann ist  {\displaystyle P(P_{1})=P(P_{2})=...=P(P_{n})}
und damit {\displaystyle P(Loss)=(n-1)P(P_{1})} und damit  {\displaystyle P(Win)=P(P_{1})=1-(n-1)P(P_{1})}. Die Vereinfachung ergibt
{\displaystyle P(P_{1})=1/n}
Wenn mehr als eine Karte gekauft wird, kann jede Karte als gleichwertig zu den oben genannten Spielern betrachtet werden und hat die gleiche Gewinnchance:
{\displaystyle P(C_{1})=1/n_{C}}
wobei  {\displaystyle n_{C}} die Anzahl der Karten im Spiel ist und {\displaystyle C_{1}} die Karte, die uns interessiert.
Ein Spieler ({\displaystyle P_{1}}) besitzt {\displaystyle m} Karten. Er gewinnt, wenn eine dieser Karten gewinnt (gleichzeitige Gewinne werden nicht berücksichtigt):
{\displaystyle P(P_{1})=P(C_{1})+P(C_{2})+...+P(C_{m})=m/n_{C}}
Ein Spieler kann also seine Gewinnchancen erhöhen, indem er mehr Karten in einem Spiel kauft (Erhöhung der {\displaystyle m}).
Bei bestimmten Spielarten (z. B. Online-Bingo, bei dem der Gewinner nicht durch den Ausruf „Bingo“, sondern automatisch ermittelt wird) kann es zu gleichzeitigen Gewinnen kommen, bei denen der Gewinn unter allen gleichzeitigen Gewinnern aufgeteilt wird. Die Wahrscheinlichkeit, dass unsere Karte {\displaystyle C_{1}}, gewinnt, wenn es einen oder mehrere gleichzeitige Gewinner gibt, wird ausgedrückt durch:
{\displaystyle P(C_{1})=P(w){\frac {w}{n_{C}}}}
wobei {\displaystyle P(w)} die Wahrscheinlichkeit für das Vorhandensein von {\displaystyle w}  gleichzeitigen Gewinnern ist (eine Funktion der Art des Spiels und der Anzahl der Spieler) und {\displaystyle {\frac {w}{n_{C}}}} die (faire) Wahrscheinlichkeit ist, dass {\displaystyle C_{1}} eine der gewinnenden Karten ist. Der erwartete Gesamtauszahlungswert (1 steht für den vollen Gewinntopf) ist also 1:
{\displaystyle E={\frac {1}{1}}{\frac {1}{n_{C}}}P(1)+{\frac {1}{2}}{\frac {2}{n_{C}}}P(2)+...+{\frac {1}{n_{C}}}{\frac {n_{C}}{n_{C}}}P(n_{C})}
{\displaystyle E={\frac {1}{n_{C}}}(P(1)+P(2)+...+P(n_{C}))}
Da ein normales Bingo-Spiel so lange gespielt wird, bis ein Gewinner ermittelt ist, ist die Wahrscheinlichkeit, dass eine Gewinnkarte entweder {\displaystyle P(1)} oder {\displaystyle P(2)} oder ... oder {\displaystyle P(n_{C})}, und da diese sich gegenseitig ausschließen, kann man sagen, dass
{\displaystyle P(1)+P(2)+...+P(n_{C})=1}
und folglich
{\displaystyle E={\frac {1}{n_{C}}}}
Solange der Pott gleichmäßig unter allen gleichzeitigen Gewinnern aufgeteilt wird, ändert sich der erwartete Spielausgang durch gleichzeitige Gewinner nicht. Dies wurde numerisch bestätigt.
Zur Untersuchung der Frage, ob es besser ist, mehrere Karten in einem Spiel oder mehrere Spiele zu spielen, werden die Gewinnwahrscheinlichkeiten für jedes Szenario berechnet, wobei {\displaystyle m} Karten gekauft werden.
{\displaystyle P(win)_{multiplecards}={\frac {m}{m+n-1}}}
wobei n die Anzahl der Spieler ist (unter der Annahme, dass jeder gegnerische Spieler nur eine Karte spielt). Die Wahrscheinlichkeit des Verlierens in einem einzelnen Spiel, in dem nur eine Karte gespielt wird, wird ausgedrückt als
{\displaystyle P(loss)_{game}=1-P(win)=1-{\frac {1}{n}}}
Die Wahrscheinlichkeit des Verlierens von {\displaystyle m} Spielen wird ausgedrückt als:
{\displaystyle P(loss)_{multiplegames}=(1-{\frac {1}{n}})^{m}}
Die Wahrscheinlichkeit, mindestens ein Spiel von {\displaystyle m} Spielen zu gewinnen, ist gleich der Wahrscheinlichkeit, nicht alle {\displaystyle m} Spiele zu verlieren:
{\displaystyle P(win)_{multiplegames}=1-(1-{\frac {1}{n}})^{m}}
Wenn {\displaystyle m=1}, sind diese Werte gleich:
{\displaystyle P(win)_{multiplecards}=P(win)_{multiplegames}}
Es hat sich aber gezeigt  dass{\displaystyle P(win)_{multiplegames}>P(win)_{multiplecards}} for {\displaystyle m>1} gilt. Der Vorteil von{\displaystyle P(win)_{multiplegames}} nimmt sowohl mit {\displaystyle m} zu als auch mit {\displaystyle n} ab. Daher ist es immer besser, mehrere Spiele zu spielen als mehrere Karten in einem Spiel, obwohl der Vorteil mit der Anzahl der Spieler abnimmt.